# Manchester United 9–0 Ipswich Town (1995)
Manchester United 9–0 Ipswich Town foi uma partida de futebol, disputada em Old Trafford, Manchester, em 4 de março de 1995, válida pela trigésima rodada da FA Premier League de 1994–95. O resultado detém o recorde de maior goleada da história da Premier League em conjunto com outros três jogos. O United e o Ipswich entraram na partida em extremos opostos da tabela de classificação; o Manchester United estava na segunda posição, enquanto o Ipswich Town era o penúltimo colocado. No jogo correspondente em Portman Road, em Ipswich, no início da temporada, eles derrotaram o United por 3–2. A dupla de ataque do Manchester United, composta por Andy Cole e Mark Hughes, não era bem vista pelos especialistas e comentadores, e o United não tinha disponível para o jogo o atacante internacional francês Éric Cantona, porque esse estava suspenso por nove meses por chutar um espectador.
Jogando diante da partida com o maior público da liga até aquele momento da temporada, o United marcou três vezes no primeiro tempo; Roy Keane abriu o placar, antes de Cole fazer mais dois gols. No segundo tempo, o United marcou quatro vezes nos primeiros vinte minutos; Cole marcou seu terceiro e quarto, enquanto Hughes também marcou dois. Paul Ince marcou o oitavo do United com um tiro livre em um gol vazio, enquanto o goleiro do Ipswich, Craig Forrest, discutia com o árbitro. No fim do jogo, Cole marcou seu quinto gol na partida, estabelecendo um novo recorde da Premier League, e o nono do United, aos 89 minutos. O Ipswich terminou a temporada em último lugar e foi rebaixado, enquanto o Manchester United ficou em segundo, um ponto atrás do campeão Blackburn Rovers.

## Antecedentes
O Manchester United era o atual campeão da Premier League, tendo conquistado o título na temporada de 1993–94 com oito pontos de vantagem sobre o segundo colocado Blackburn Rovers. No entanto, eles foram eliminados na fase de grupos da Liga dos Campeões da UEFA de 1994–95, e entraram nesta partida contra o Ipswich Town a três pontos atrás do líder Blackburn. Em resposta à sua eliminação precoce na competição europeia e à necessidade de um atacante–goleador, o United contratou Andy Cole do Newcastle United por uma taxa recorde britânica na época de 7 milhões de libras, em janeiro de 1995.
O Ipswich Town havia retornado à primeira divisão do futebol inglês a tempo do início da Premier League na temporada de 1992–93; no entanto, eles terminaram na metade inferior da tabela nas duas primeiras temporadas da nova liga e evitaram o rebaixamento para a Primeira Divisão nos minutos finais da campanha de 1993–94, terminando um ponto acima da zona de rebaixamento. Entrando neste jogo contra o United, o Ipswich estava no 21º lugar do campeonato, três pontos à frente e com um jogo a menos em relação ao último colocado Leicester City, mas a oito pontos de distância do primeiro colocado fora da zona de rebaixamento.
Antes desta partida, as duas equipes haviam jogado 50 vezes entre si em todas as competições; o Manchester United conquistou 24 vitórias contra 18 do Ipswich. Os oito jogos restantes, que terminaram em empates, foram todos da liga, onde a história foi semelhante, com o Manchester United vencendo 20 dos 45 encontros entre os times, enquanto o Ipswich venceu 17 jogos. O jogo mais recente entre os dois lados, disputado em Portman Road, em Ipswich, em 24 de setembro de 1994, terminou com uma vitória por 3–2 para o Ipswich. Os jogadores do Manchester United ficaram indignados com as comemorações entusiasmadas do Ipswich após a vitória: o meio-campista do United, Brian McClair, disse que "eles estavam mais do que exuberantes em suas comemorações, e isso bloqueou-nos um pouco". No período entre os encontros dentre os dois clubes naquela temporada, o Ipswich substituiu John Lyall por George Burley como treinador da equipe.
Apesar desse contraste nas fortunas dos dois clubes, o United venceu apenas um de seus quatro encontros cntra o Ipswich nas duas primeiras temporadas da Premier League; empataram dois jogos nas duas vezes que o Ipswich visitou Old Trafford, e perderam por 2–1 na primeira visita do United na Premier League à Portman Road, em janeiro de 1993.

## Seleção das equipes
O Ipswich escolheu começar o jogo com uma defesa de quatro jogadores que continha David Linighan, Neil Thompson, John Wark e Frank Yallop; eles tinham uma idade média de 32 anos e foram descritos por Richard Barker, do The Guardian, como "uma das defesas de quatro mais lentas que o futebol já viu". No ataque, Lee Chapman iniciou a partida como titular, mas Paul Mason – que marcou duas vezes durante a vitória do Ipswich sobre o United em setembro – entrou em seu lugar no segundo tempo. Apesar de ter sofrido 60 gols no campeonato até aquela altura na temporada, Burley afirmou a intenção do Ipswich de atacar: "Certamente não vou colocar nove atrás da bola. Vamos jogar com dois na frente e procurar avançar e atacar".
Antes do jogo, o extremo russo do Manchester United e o melhor marcador da temporada, Andrey Kanchelskis, havia entregue um pedido de transferência, que foi rejeitado pelo treinador do United, Alex Ferguson. Kanchelskis, juntamente com Ryan Giggs, Cole e Mark Hughes, compuseram o ataque do United na partida. A dupla de ataque composta por Cole e Hughes não era considerada adequada; Stephen Bierley, do The Guardian, sugeriu que Cole fazia uma dupla de ataque muito melhor com Éric Cantona do que com Hughes, mas o atacante francês estava cumprindo uma suspensão de nove meses por chutar um espectador. Na liga, o United tinha sofrido apenas três gols em sua casa, Old Trafford, até aquela altura durante toda a temporada.

## Partida

### Sumário

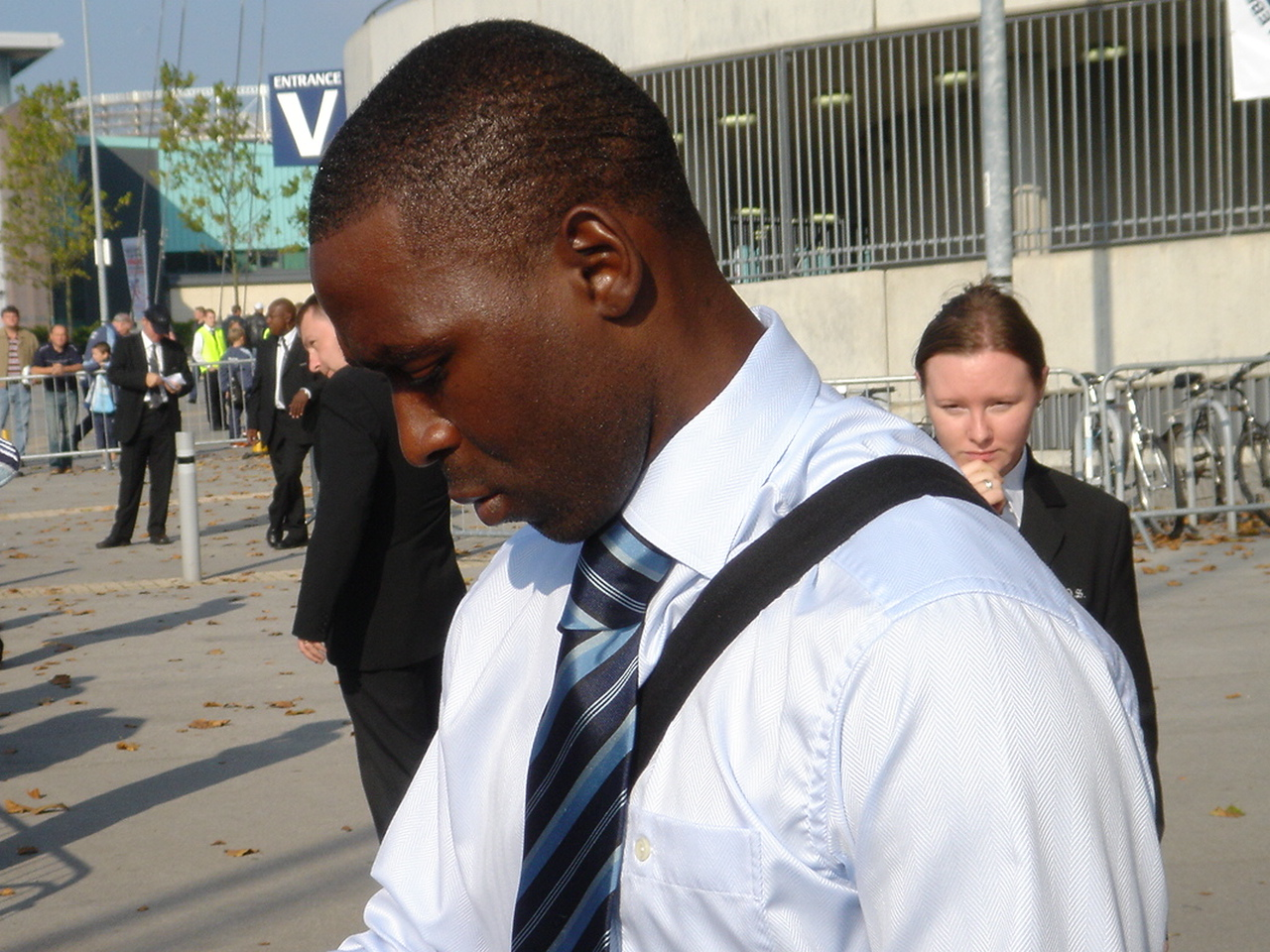
Andy Cole estabeleceu um recorde na Premier League ao marcar cinco gols no jogo.

A partida aconteceu em Old Trafford às 15h00 do dia 4 de março de 1995, diante de um público de 43 804, o maior da liga até aquele momento na temporada. O Manchester United começou o jogo, atacando pelo Stretford End, no extremo oeste do estádio, e nos primeiros minutos eles colocaram a bola na área de penalidade do Ipswich cinco vezes; através de três cruzamentos e dois escanteios. De acordo com o relatório de Rogan Taylor para o The Observer, a defesa do Ipswich ficou em pânico com esses ataques iniciais, e ele sugeriu que Andy Cole deveria ter marcado um gol em uma dessas chances, se ele não tivesse acidentalmente pisado na bola. Aos 15 minutos, após um ataque pela ala esquerda, Hughes virou-se perto da entrada da pequena área e passou a bola para Roy Keane, perto da entrada da grande área. Keane deu um chute rasteiro, que bateu na trave e entrou no gol, fazendo assim o primeiro para o United. Quatro minutos depois, Giggs tomou a bola do lateral-direito canadense do Ipswich, Frank Yallop, na linha do meio de campo. Ele avançou pela lateral esquerda e passou a bola para Cole, que chutou e fez o segundo gol para o United. Aos 37 minutos, o extremo do United Kanchelskis atacou pela ala direita e cruzou a bola para dentro da área; Hughes arrematou para o gol com um chute de bicicleta que bateu na trave, e a bola sobrou para Cole, que marcou seu segundo no jogo e fez o 3–0. Durante sua conversa com o time no vestiário durante o intervalo, Ferguson incentivou seu time, desafiando-os a marcar mais três gols.
Keane foi substituído por Lee Sharpe no intervalo. Sete minutos após o intervalo, Hughes passou a bola para Denis Irwin, que cruzou para a área. Na confusão, foi inicialmente relatado que Yallop havia colocado a bola em seu próprio gol, mas replays de vídeos mostraram que o toque final na bola tinha sido de Cole, garantindo assim seu hat-trick na partida. Após um minuto, Giggs fez um cruzamento rasteiro para Hughes, que marcou o quinto do United com um voleio; a bola ainda bateu na trave antes de entrar. A dupla também foi responsável pelo próximo gol do United; o goleiro do Ipswich, Craig Forrest, defendeu um chute de Giggs, mas a bola sobrou para Hughes, que cabeçeou-a para dentro do gol. Quando Ian Marshall substituiu Chapman aos 64 minutos, Marshall agradeceu ao defensor do United, Gary Pallister, "por ter sido convidado a participar do treino", segundo um artigo publicado pelo United. Um minuto depois, Hughes ajudou a marcar o sétimo gol com um passe para McClair, cujo chute foi defendido por Forrest, mas a bola sobrou para Cole, que arrematou para as redes. Aos 73 minutos, uma falta foi cometida por Forrest, que o árbitro, Graham Poll, assinalou pelo goleiro ter usado o braço para dominar a bola fora de sua área. Enquanto Forrest estava discutindo a decisão com o árbitro, o Manchester United cobrou rapidamente a falta, e Paul Ince arrematou a bola diretamente para o gol vazio, marcando o 8–0. Nos últimos minutos da partida, Cole marcou o seu quinto gol na partida e o nono do United, em um escanteio cobrado por Giggs. Perto do fim do jogo, os torcedores do United gritaram "queremos dez", enquanto os torcedores do Ipswich responderam "queremos um". A partida terminou 9–0 para o Manchester United.

### Detalhes
| 4 de março de 1995 | Manchester United                                                     | 9–0    | Ipswich Town | Old Trafford, Manchester                 |
| 15:00              | Keane 15' · Cole 19', 37', 53', 65', 87' · Hughes 55', 59' · Ince 72' | Súmula |              | Público: 43,804 Árbitro: ING Graham Poll |

| Manchester United | Ipswich Town |

| GR            | 1  | Peter Schmeichel   |  |     |
| LD            | 16 | Roy Keane          |  | 46' |
| ZA            | 4  | Steve Bruce        |  | 80' |
| ZA            | 6  | Gary Pallister     |  |     |
| LE            | 3  | Denis Irwin        |  |     |
| AD            | 14 | Andrey Kanchelskis |  |     |
| MC            | 9  | Brian McClair      |  |     |
| MC            | 8  | Paul Ince          |  |     |
| AE            | 11 | Ryan Giggs         |  |     |
| AT            | 17 | Andy Cole          |  |     |
| AT            | 10 | Mark Hughes        |  |     |
| Substitutos:  |    |                    |  |     |
| GR            | 13 | Gary Walsh         |  |     |
| MC            | 5  | Lee Sharpe         |  | 46' |
| MC            | 19 | Nicky Butt         |  | 80' |
| Treinador:    |    |                    |  |     |
| Alex Ferguson |    |                    |  |     |

| GR            | 1  | Craig Forrest    | 71' |     |
| LD            | 19 | Frank Yallop     |     |     |
| ZA            | 5  | John Wark        |     |     |
| ZA            | 6  | David Linighan   | 52' |     |
| LE            | 3  | Neil Thompson    |     |     |
| AD            | 18 | Steve Palmer     |     |     |
| MC            | 7  | Geraint Williams |     |     |
| MC            | 14 | Steve Sedgley    |     |     |
| AE            | 21 | Stuart Slater    |     |     |
| AT            | 11 | Lee Chapman      |     | 64' |
| AT            | 33 | Alex Mathie      |     |     |
| Substitutos:  |    |                  |     |     |
| GR            | 23 | Phil Morgan      |     |     |
| MC            | 4  | Paul Mason       |     |     |
| AT            | 10 | Ian Marshall     |     | 64' |
| Treinador:    |    |                  |     |     |
| George Burley |    |                  |     |     |

| Árbitros auxiliares - Bandeirinhas: - M. A. Cooper (Walsall) - W. Markham (Blackburn) - Quarto árbitro: - A. S. Hogg (Sheffield) | Regras da partida - 90 minutos - Sem prorrogação ou pênaltis - Três substitutos nomeados, dos quais dois podem ser usados |

### Estatísticas
|                    | Manchester United | Ipswich Town |
| ------------------ | ----------------- | ------------ |
| Gols marcados      | 9                 | 0            |
| Chutes             | 21                | 6            |
| Chutes ao gol      | 14                | 1            |
| Tiros livre        | 8                 | 10           |
| Impedimentos       | 3                 | 2            |
| Faltas cometidas   | 7                 | 6            |
| Escanteios         | 8                 | 4            |
| Cartões amarelos   | 0                 | 2            |
| Cartões vermedlhos | 0                 | 0            |

## Repercussão

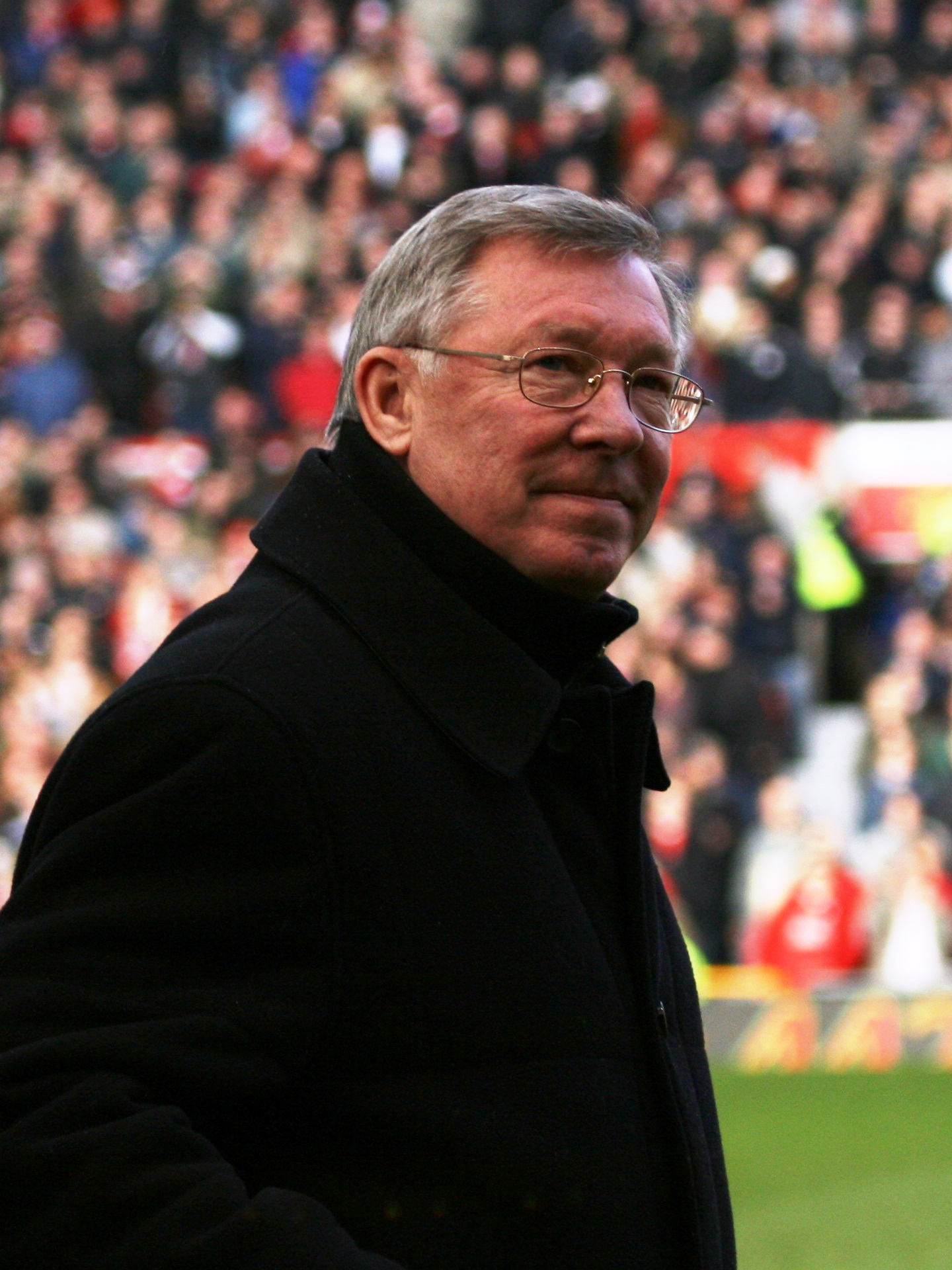
Alex Ferguson, treinador do Manchester United, elogiou o desempenho de sua equipe.

O resultado foi a maior goleada do Manchester United na liga em 103 anos, igualando a margem de nove gols que eles fizeram em uma vitória por 10–1 em casa contra o Wolverhampton Wanderers, em 15 de outubro de 1892. Alex Ferguson já havia vencido duas vezes por 8–0 como treinador do Aberdeen, mas disse: "Isso foi o mais próximo possível da perfeição. O desempenho superou o número de gols marcados". Segundo seu biógrafo, Michael Crick, Ferguson disse mais tarde que estava "orando para que o United não chegasse aos dez, pois sentia pena do treinador do Ipswich". O treinador do Ipswich, George Burley, se recusou a enfrentar a imprensa na entrevista normal após o jogo. A vitória anulou a vantagem de diferença de gols do Blackburn no topo da tabela, quando o Rovers venceu o Aston Villa por 1–0 no Villa Park no mesmo dia, embora o treinador do Rovers, Kenny Dalglish, tenha ignorado o resultado dizendo: "Você ganha três pontos se vencer de 9–0 ou de 1–0". McClair referenciou a vitória do Ipswich no início da temporada, mas negou que a escala da vitória tivesse sido sobre vingança: "não era um caso de: 'Vamos humilhá-los e transformá-los em pó', era apenas: 'Vamos marcar o máximo que pudermos e continuar até terminar.' Essa é apenas a maneira do Manchester United: nunca acaba".
Apesar de ter sido lesionado em um desarme pelo zagueiro Linighan, do Ipswich, Cole estava determinado a continuar no segundo tempo, apesar da sugestão de seu treinador de que ele fosse substituído, já que os três pontos estavam garantidos. Cole disse: "Senti que havia um hat-trick para a partida e estava determinado a conseguir um". Os cinco gols de Cole foram mais tarde igualados por Alan Shearer – pelo Newcastle United contra o Sheffield Wednesday em setembro de 1999; Jermain Defoe – pelo Tottenham Hotspur contra o Wigan Athletic em novembro de 2009; Dimitar Berbatov – pelo Manchester United contra o Blackburn Rovers em novembro de 2010; e Sergio Agüero – pelo Manchester City contra o Newcastle United em outubro de 2015. Foi a primeira vez em doze anos que um jogador, Cole, do primeiro escalão do futebol inglês havia marcado cinco gols em um jogo: Ian Rush e Tony Woodcock, cada um marcou cinco gols em partidas separadas no mesmo dia em 1983.
O Manchester United terminou em segundo no campeonato, apenas um ponto atrás do Blackburn, enquanto o Ipswich foi rebaixado, terminando na parte inferior da tabela. O goleiro do Ipswich, Forrest, sofreu mais sete gols do Manchester United, jogando pelo West Ham United, em uma derrota por 7–1, em abril de 2000. Cole lembrou que, quando se encontrou com Forrest anos depois, Forrest apresentou Cole a sua esposa como "o homem que fez de sua vida uma miséria". O recorde estabelecido pelo Manchester United para a maior goleada na Premier League não seria igualado até à Premier League de 2019–20, quando o Leicester City venceu o Southampton pelo mesmo placar, só que fora de casa, em 25 de outubro de 2019. O Southampton também perdeu pela mesma diferença de gols para o United no Old Trafford, em 2 de fevereiro de 2021. Em 27 de agosto de 2022, o Liverpool venceu o Bournemouth pelo mesmo placar, igualando o recorde de maior goleada da história da competição.